# Don Quichot (boek)
Don Quichot (Spaans: "Don quijote de la mancha"), voluit De vernuftige edelman Don Quichot van La Mancha, is een door Miguel de Cervantes geschreven roman in twee delen. Het eerste deel werd gepubliceerd in 1605, het tweede in 1615.
Het boek is een van de eerste geschreven romans in een moderne Europese taal. Het vertelt de komische reisavonturen van een oude edelman die denkt dat hij een dolende ridder is. Deze hoofdpersoon, Don Quichot, is een dwaze held die zich met zijn goede bedoelingen maar onpraktische daden belachelijk maakt.

## Het verhaal
Door het lezen van te veel ridderromans is de hidalgo (laagste adellijke rang in Spanje) Alonso Quijano zijn verstand kwijtgeraakt. Nadat hij zichzelf het imago van een dolende ridder heeft aangemeten, verlaat hij onder de naam Don Quichot van La Mancha (naar zijn geboortestreek) zijn huis en begint een dwaaltocht over de wegen en het platteland van Spanje. Gezeten op zijn strijdros Rocinant, in feite een oude, uitgemergelde boerenknol die hij ophemelt tot raspaard, en gehuld in een oud verroest harnas en een papieren helm, trekt hij ten strijde tegen alle soorten onrecht en onrechtvaardigheid. Door het verrichten van goede daden hoopt hij beroemd te worden en zo in de gunst te komen van zijn grote liefde, de wonderschone Dulcinea. De queeste naar deze hoofse en begeerlijke prinses (die zijn idealisering is van Aldonza Lorenzo, een eenvoudige boerendochter uit het naburige dorp El Toboso die hij nog nooit heeft gezien en die vermoedelijk zelfs niet eens bestaat) is een parodie op het genre van de amour lointain.
Op zijn trektocht wordt Don Quichot vergezeld door zijn buurman en dienaar Sancho Panza. Sancho is een kleine boer, analfabeet maar niet dom, met veel en lekker eten en drinken als zijn belangrijkste interesses. Sancho weet dat zijn meester niet helemaal goed bij zijn hoofd is; Sancho betitelt hem als "ridder van de droevige figuur", maar toch volgt hij hem, want zijn zwakheid voor de aardse geneugten maakt dat hij gelooft in de grote beloning die Don Quichot hem in het vooruitzicht stelt.

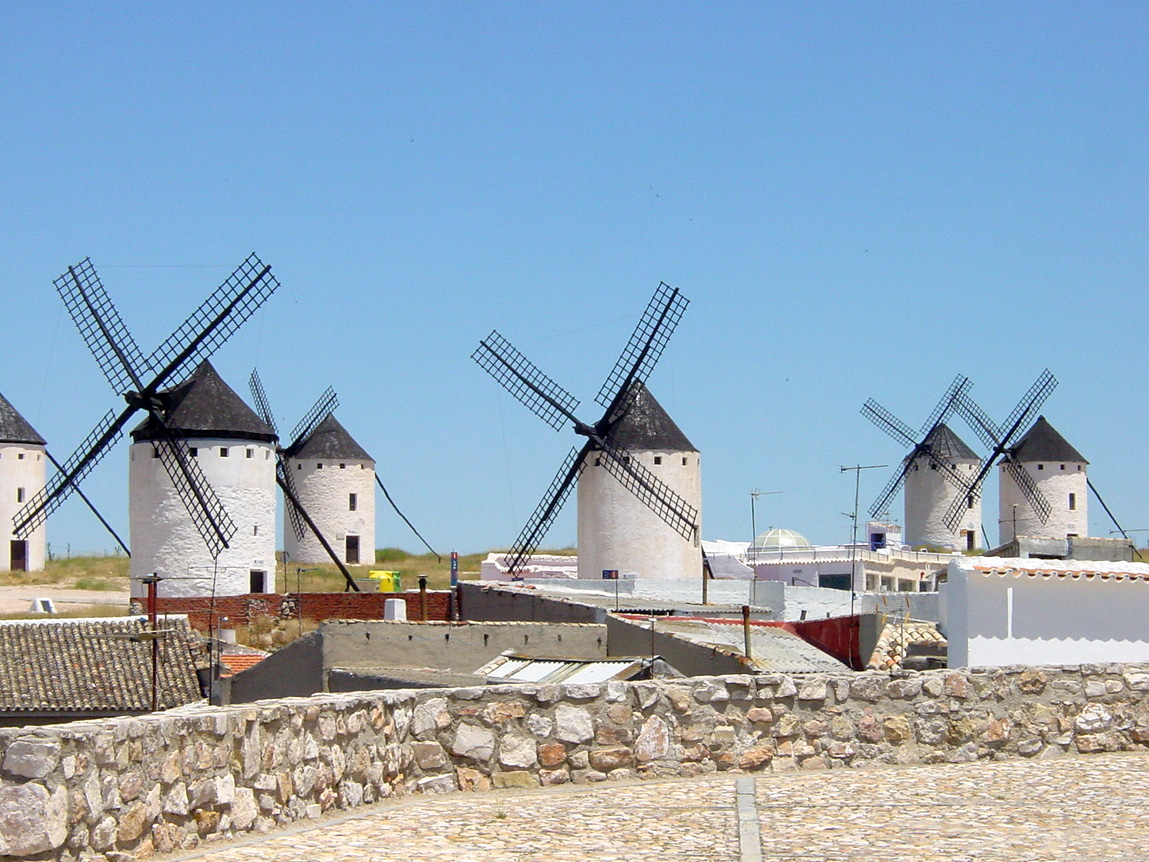
Windmolens of reuzen?

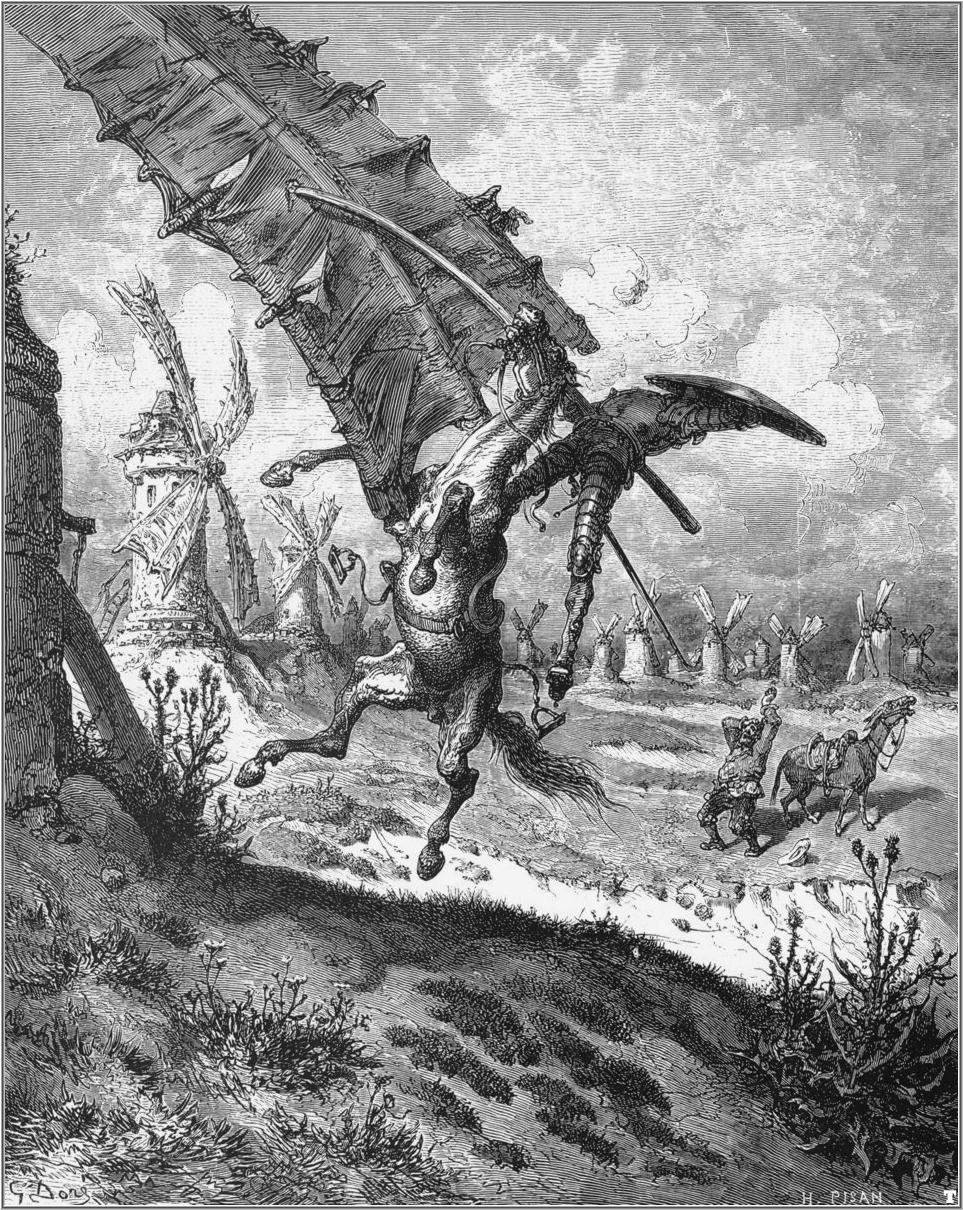
Don Quichot vecht op zijn paard Rocinante tegen de windmolen; op de achtergrond rijdt Sancho Panza op zijn ezel

Dat Don Quichot behoorlijk in de war is blijkt als hij herbergen aanziet voor kastelen, geestelijken voor schurken (kritiek op de kerk), windmolens voor reuzen (Don Quichot herinnert zich de mythische reus Briareüs en acht de wijze tovenaar Frestoen hiervoor verantwoordelijk omdat deze hem de roem van de zege niet zou gunnen), een prostituee voor een prinses, een kudde schapen voor een leger (kritiek op het kuddegedrag van mensen). Zo bevrijdt hij ook enkele "staatsgevaarlijke misdadigers" (mensen die omwille van een afwijkende mening gevangen werden gezet) en gaat hij flink tekeer tegen een begrafenisstoet. Maar zijn waanideeën stuiten steevast op de nuchterheid, de voorzichtigheid en de spreekwoorden van Sancho. Deze botsing tussen de ideale en fictieve wereld van Don Quichot en de werkelijke wereld van Sancho is een hoofdthema van het boek en meteen ook de bron van een groot deel van zijn humor.
Al reizend ontmoeten Don Quichot en Sancho veel verschillende personages, van herders tot edelen, van misdadigers tot priesters, van gegriefde vrouwen en jaloerse mannen tot hitsige meiden en dolle verliefden. Een ander hoofdthema van de roman wordt hier duidelijk: de liefde. In de ridderromans komt alleen de hoofse liefde voor; Cervantes laat zien dat er veel meer is: van versmade liefde tot overspel, van ideale vriendschap tot onmogelijke liefde, van zuivere aanbidding tot pure lust.
Het tweede deel van de roman is surrealistisch en bevat een sterk zelfreflecterend karakter. Deze introspectie was ongekend in literaire werken. Zo ontmoeten Don Quichot en Sancho meerdere personages die het eerste deel van het boek gelezen hebben en hen en hun avonturen dus kennen. Niet langer meten Don Quichot en Sancho zich met de reële wereld, maar ze beleven avonturen die door die andere personages en voor hun vermaak op touw gezet worden – zoals hun beider hemelvaart op een houten paard, of de verrassend nobele regering van Sancho over een imaginair eiland. De metafoor van "de wereld is een schouwtoneel" wordt hier letterlijk waar. Daardoor lijkt de wereld vaak gekker te zijn dan Don Quichot zelf. Helemaal op het einde van het verhaal, na een deugddoende slaap van zes uren, krijgt hij zijn verstand terug. De lezer kan zich dan afvragen of deze eerdere dwaasheid van Don Quichot niet waardevoller en menselijker was dan de nieuw hervonden nuchterheid.
Een saillant detail uit het tweede deel is de spot die Cervantes drijft met de schrijver Alonso Fernández de Avellanada – zonder deze overigens bij naam te noemen. Deze Fernández maakte gebruik van het succes van Don Quichot door in 1612 een vervolg op het avonturenboek te schrijven. Het echte tweede deel, van Cervantes zelf, verscheen pas in 1615 en haalt aan het eind een paar keer uit naar de fouten in deze falso Quijote. Om verdere apocriefe verhalen te voorkomen liet Cervantes zijn hoofdpersoon, aan het slot van het tweede deel bij zinnen gekomen, sterven.

## Betekenis

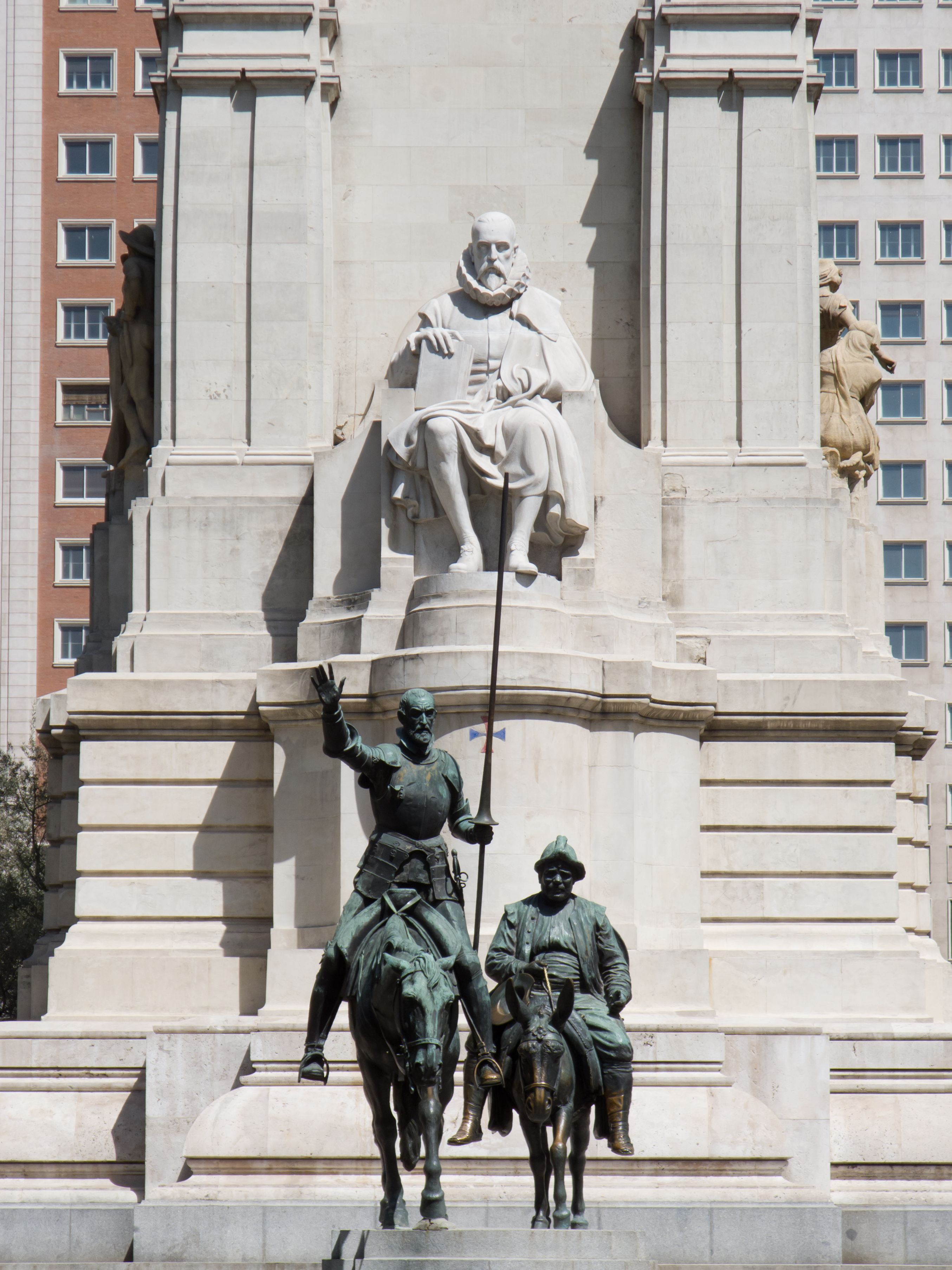
Het grote Cervantesmonument op de Plaza de España te Madrid, met op de voorgrond Don Quichot (l) en Sancho Panza (r)

Werkloze lezer, zonder erewoord zult ge van me geloven dat ik dit boek, als kind van mijn inzicht, graag had gemaakt tot het mooiste, fierste en verstandigste dat men zich denken kan. Maar de natuurwet die zegt dat alles zijns gelijke voortbrengt kon ik niet breken. Zo begint Cervantes het voorwoord van zijn boek, brutaal en met zelfspot, maar ook meteen een hoofdthema van het boek aanduidend: de kloof tussen mooie droom en harde praktijk. In het boek zelf verbeelden Don Quichot en Sancho Panza (oftewel, zeer vrij en oneerbiedig vertaald, de heer Blaaskaak en Dikke Pens) deze klassieke tegenstelling van geest tegenover lichaam, rede tegenover begeerte, idealen tegenover de werkelijkheid. Steeds weer botsen de wanen van Don Quichot op de feiten van Sancho – de geest wil wel, maar het lichaam kan niet; de rede heeft fraaie ideeën, maar de natuur laat zich niet foppen: de feiten lijken het altijd te winnen.
Behalve een allegorie is het boek ook een parodie, het is volgens Cervantes zelf "één grote scheldpartij tegen de ridderroman", een genre dat in de zestiende en zeventiende eeuw bijzonder populair was en "door velen verfoeid maar door zovelen meer geprezen". Overdreven emoties, absurde plotwendingen en ongeloofwaardige personages waren de euvels waar de ridderroman aan leed.
Maar Cervantes heeft ook gewoon een goed en vermakelijk boek willen schrijven. In het voorwoord laat hij een vriend zeggen: Je moet zorgen dat je betoog eenvoudig, in treffende, fatsoenlijke, welgekozen bewoordingen en welluidende, geestige zinsneden is gesteld, waarbij je je bedoeling zo goed mogelijk schetst en je ideeën uiteenzet zonder ze ingewikkeld en duister te maken. Zorg ook dat bij het lezen de zwaarmoedige lezer een lach opbrengt, de goedlachse zijn lach verbreedt, de simpele niet wordt gekwetst, de schrandere je vindingrijkheid bewondert, de ernstige geen aanstoot neemt, en de voorzichtige je zijn lof niet onthoudt. (vertaling: Barber van de Pol). In zijn symbolische verbranding van de ridderromans krijgt slechts één vijftiende-eeuws werk genade: Tirant lo Blanc van Joan Martorell. Cervantes schrijft letterlijk: ik wil benadrukken dat ik daarin een schat aan genoegen en een mijn aan vermaak heb aangetroffen met ridders van vlees en bloed.
Het boek werd in 1624 in Portugal gecensureerd door de Spaanse overheersers, in 1640 werd in Spanje door de Inquisitie één zin uit het boek geschrapt: "Werken van liefdadigheid die achteloos worden gedaan, hebben geen waarde".

## Spelling en uitspraak

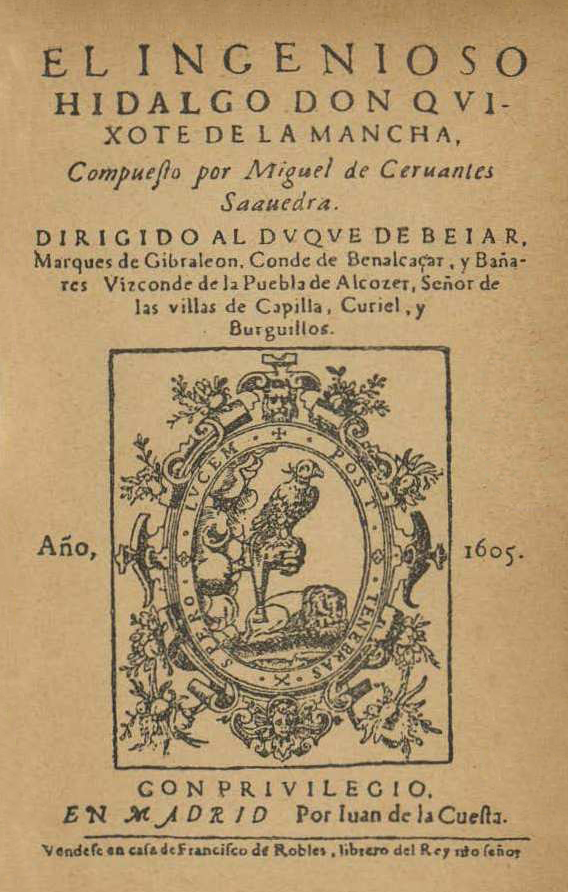
Titelpagina van de vierde druk

De oorspronkelijke titel van Cervantes' boek is El ingenioso hidalgo don Quixote de la Mancha. Deze schrijfwijze van de naam met een 'x' is overgenomen in het Engels, vanouds met de onherkenbare uitspraak 'Kwíkset' [ˈkwɪksət] (tegenwoordig spreken de Engelsen het beter uit). Sindsdien is echter in het Castiliaans de uitspraak veranderd en de spelling gewijzigd, waardoor de 'x' (uitspraak 'sj') een 'j' (uitspraak: harde 'g') geworden is. In modern Spaans is het dus Don Quijote, uitspraak 'Kigotte' [kiˈxote] (niet 'Kigoote').
In het Spaans van de zeventiende eeuw werd de naam van de ridder dus uitgesproken als 'Kiesjotte' [kiˈʃote]. In het Frans werd dat geschreven als Quichotte. In het Nederlands werd de Franse schrijfwijze overgenomen en omdat in het modernere Frans de laatste lettergreep onhoorbaar is, veranderde de Nederlandse schrijfwijze ook wel in Quichot. Deze spelling zonder de laatste lettergreep komt dus niet uit het Spaans. De 'ch' in La Mancha wordt correct op de Spaanse manier uitgesproken ('tsj'), dus de moderne Nederlandse uitspraak is: 'Don Kiesjot van La Mantsja' (niet 'Mansja'). Dit is vrijwel gelijk aan de oorspronkelijke uitspraak, op de eindlettergreep van Quixote na. Er zijn echter veel Nederlanders die vasthouden aan de juistere uitspraken Kiegotte of Kiesjotte. Een groot deel van de Nederlandse vertalingen en bewerkingen gebruikt de spelling Quichotte.

## Spreekwoordelijk
De figuur van Don Quichot en zijn daden zijn in het dagelijkse taalgebruik terechtgekomen met onder meer deze uitdrukkingen:
- tegen windmolens vechten – een denkbeeldig gevaar bestrijden, of ook: proberen te veranderen wat niet te veranderen is, een hopeloze strijd voeren;
- een klap van de molen(wiek) gehad/gekregen hebben - niet goed bij zijn verstand zijn;
- een donquichot – iemand die een hopeloze strijd levert, iemand die nutteloze doelen nastreeft of een onbereikbare liefde najaagt, iemand die buiten de werkelijkheid staat;
- donquichotterie – dwaas-idealistisch optreden;
- een dulcinea – een geïdealiseerde, onbereikbare vrouw;
- een rossinant – een slecht paard.

## In de grafische kunst
De helden van Cervantes hebben de verbeelding geprikkeld van talloze boekillustratoren. De eerste complete geïllustreerde editie verscheen te Dordrecht in 1657. De 26 prenten waren waarschijnlijk gemaakt door drukker Jacob Savery. Uitgever Verdussen in Antwerpen nam ze in 1672/73 deels over en vulde ze aan met 16 nieuwe gravures van Frederik Bouttats (ontwerper onbekend). De Ibarra-editie van 1780 was versierd met gravures van Manuel Salvador Carmona naar José del Castillo en andere kunstenaars. Ook de 19 platen naar José Rivelles in een editie van 1819 zijn nadien veel gebruikt. In Frankrijk onderscheidde Tony Johannot zich met overvloedige illustraties (1836), in populariteit nog overtroffen door Gustave Doré (1863). De beroemdste illustraties in de Lage Landen zijn die van Albert Hahn jr. (1930). Salvador Dalí maakte voor een Franse editie uit 1964 vier lithografieën.

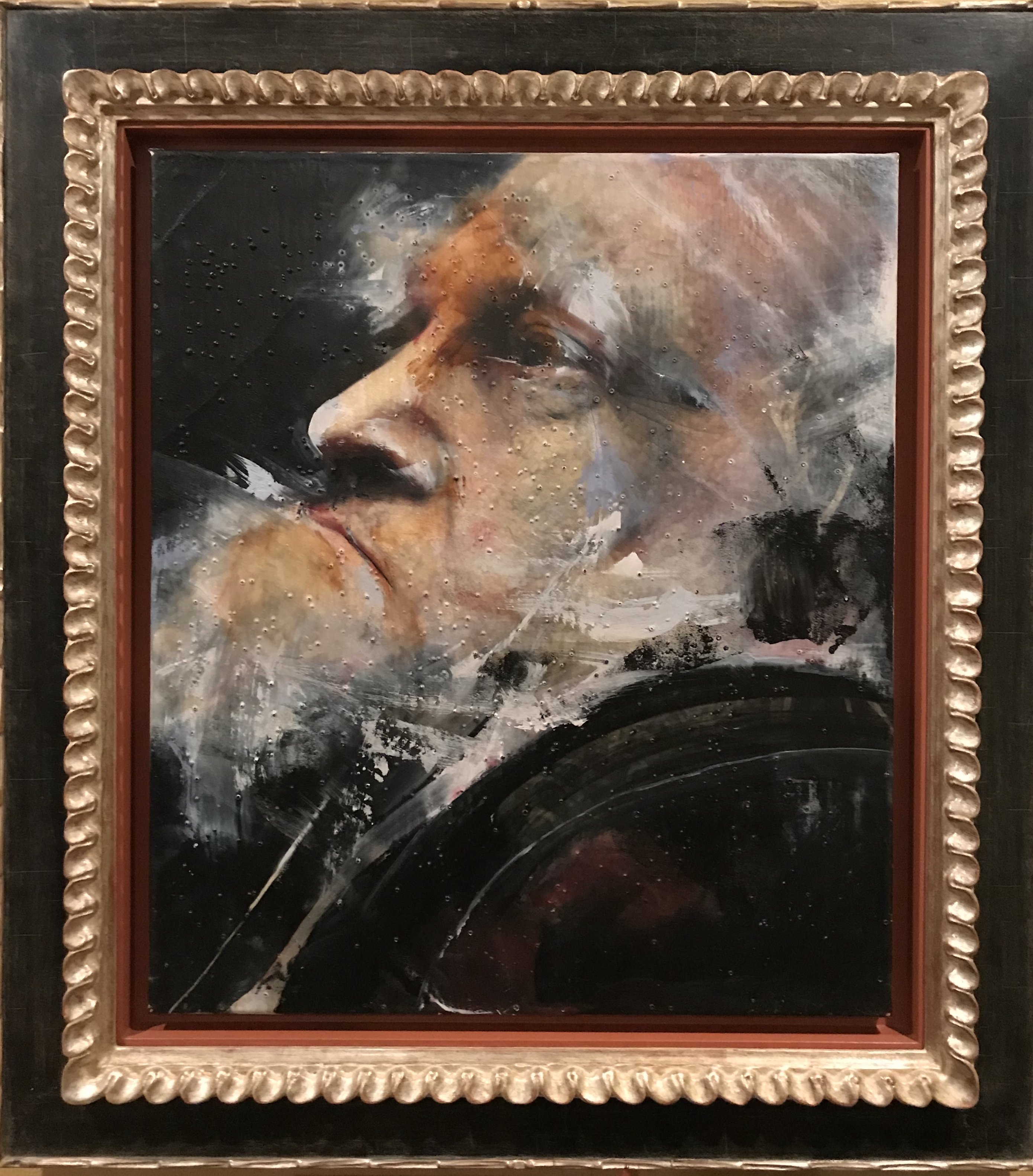
Werk uit de serie Don Quijote 08 van Lita Cabellut
(privécollectie)

Ook bij schilders en andere grafische kunstenaars was het thema razend populair. Enkele markante werken:
- De reeks van 28 wandtapijten ontworpen door Antoine Coypel tussen 1715 en 1727 (ook de kartons zijn bewaard).
- De tekening Don Quichotte in zijn bibliotheek van Francisco de Goya (1812).
- Verschillende schilderijen van Honoré Daumier.
- Een serie imposante werken van de oorspronkelijk Spaanse maar in Nederland woonachtige kunstenares Lita Cabellut.

## Muziek en Don Quichot
De levenswandel van Don Quichot is meerdere malen op muziek gezet. Hieronder een (niet complete) lijst van orkestwerken, balletten, liederen en opera's op zijn thema:
- Jacques Brel: L'Homme de la Mancha (1968).
- Joan Manuel Serrat: Vencidos (1971).
- Roberto Gerhard: Don Quichotte, ballet uit 1941, waaruit hij twee orkestsuites samenstelde (1e 1941, 2e 1947), een revisie van het ballet werd in 1949 voltooid.[7]
- Jesús Guridi: Una aventura de Don Quijote.[8]
- Jacques Ibert: Don Quichotte, muziek bij een filmproductie uit 1932.
- Wilhelm Kienzl: Don Quixote, opera, op. 50.[9]
- Jules Massenet: Don Quichotte, comédie héroïque en cinq actes.[10]
- Felix Mendelssohn Bartholdy: Die Hochzeit des Camacho, opera, op. 11.
- Léon Minkus: Don Quixote, ballet.[11]
- Maurice Ravel: Don Quichotte à Dulcinée, drie liederen.[12]
- Anton Rubinstein: Don Quixote, 'muzikale schildering' uit 1870, op. 87.[13]
- Robert W. Smith: Don Quixote, Symphony Nr. 3 voor harmonieorkest (2008).[14]
- Richard Strauss: Don Quixote, fantastische Variationen über ein Thema ritterlichen Charakters, op. 35, voor cello (Don Quichot), altviool (Sancho Panza) en orkest (1896-97)
- Georg Philipp Telemann: Don Quichotte auf der Hochzeit des Comacho, komische opera.
- Mitch Leigh: De man van La Mancha, muziek bij deze Broadwaymusical uit 1965.
- Patrick van Deurzen: Choral, Fugue & Prelude uit 2005, blaaskwintet, waar in ieder deel teksten uit Don Quichot voorgedragen moeten worden.
- Het Nationale Ballet: Don Quichot.
- Eric Vaarzon Morel: De nieuwe wereld van Don Quichot, van 2011/2012 in de Nederlandse theaters. Met Maarten Ornstein (basklarinet), Carlos Denia (flamencozang), flamencodanseres Raquela Ortega en zanger-rapper Brownie Dutch.
- Magazine 60: Don Quichotte (no están aqui) single uit 1985.
- Opera2Day: De vernuftige edelman Don Quichot van La Mancha, avontuurlijke opera uit 2023.

## Trivia
- Don Quichot staat afgebeeld op een herdenkingsmunt van € 2 die Spanje in 2005 uitgaf.
- In Frankrijk opereerde in 2007 een actiegroep die zich De kinderen van Don Quichot noemde. De groep zette 250 tenten op in een rijke wijk van Parijs, om zo de aandacht te vragen voor het daklozenprobleem.
- De verhalen rondom onder anderen Don Quichot worden opgevoerd in het Siciliaanse marionettentheater Opera dei Pupi.
- Terry Gilliam, Hollywoodregisseur en Monty Python-acteur, verfilmde het verhaal van Don Quichot met onder anderen Jonathan Pryce en Adam Driver, maar door vele tegenslagen kwam de film pas in 2018 onder de titel The Man Who Killed Don Quixote in de bioscoop. In 2002 verscheen een documentaire over de eerdere pogingen van Gilliam, getiteld Lost in La Mancha. Deze documentaire werd geregisseerd door Keith Fulton en Louis Pepe.
- Het Suske en Wiske-verhaal De straatridder is gebaseerd op het boek. Lambik speelt Don Quichot en Jerom is Sancho Panza.
- Asterix en Obelix komen hen ook tegen in het album Asterix in Hispania.
- Lucky Luke komt in aanraking met hem in de tekenfilmserie De nieuwe avonturen van Lucky Luke in episode 24 Lucky Luke - Don Quichote van Texas.

## Nederlandse vertalingen
Don Quichot, na de bijbel een van de meest vertaalde boeken, is vier keer integraal uit het Spaans in het Nederlands overgezet. Lambert van den Bos was in 1657 de eerste met Den verstandigen vroomen ridder, Don Quichot de la Mancha. Op een tweede vertaling was het wachten tot de polyglotte ingenieur Christiaan Lodewijk Schuller tot Peursum in 1854-59 De vernuftige jonkheer Don Quichote van de Mancha liet verschijnen, een consciëntieuze vierdelige versie, waarvan talloze bewerkingen zijn afgeleid, onder meer de populaire Vlaamse bewerking van René De Clercq (1930). In 1941-43 bezorgden de hispanist C.F.A. van Dam en de dichter J.W.F. Werumeus Buning een moderne vierdelige vertaling onder de titel De geestrijke ridder Don Quichot van de Mancha. Met hun rijke, archaïserende Nederlands stelden ze de dolende ridder mogelijk als geschifter voor dan Cervantes bedoeld had. Barber van de Pol bracht in 1997 een vlot leesbare en nauwkeurige vertaling: De vernuftige edelman Don Quichot van La Mancha.